# Lass uns tanzen
Lass uns tanzen ("Balliamo") è una canzone del gruppo tedesco Scooter. È stata pubblicata il 26 marzo 2007, come secondo e ultimo singolo dal loro dodicesimo album in studio The Ultimate Aural Orgasm.

## Tracce
CD singolo
1. Lass uns tanzen (Radio Edit) – 3:43
2. Lass uns tanzen (Alternative Club Mix) – 5:22
3. Lass uns tanzen (DJ Zany Remix) – 6:38
4. Te quiero – 6:25

12" vinile
1. Lass uns tanzen (DJ Zany Remix) – 6:38
2. Lass uns tanzen (Extended Mix) – 4:52
3. Lass uns tanzen (Tom Novy´s New HP Invent Mix) – 6:43
4. Lass uns tanzen (Hardwell & Greatski Late at Night Remix) – 6:34

Download digitale
1. Lass uns tanzen (Radio Edit) – 3:43
2. Lass uns tanzen (Alternative Club Mix) – 5:22
3. Lass uns tanzen (DJ Zany Remix) – 6:38
4. Te quiero – 6:25
5. Lass uns tanzen (Tom Novy's New HP Invent Mix) – 6:43